# Bimbi
Bimbi est une  commune rurale de la préfecture de Ouham-Pendé, en République centrafricaine. Elle s’étend au sud-est de la ville de Paoua.  Elle doit son nom à la rivière Bimbi, affluent de la Nana-Barya.

## Géographie
La commune de Bimbi est située à l’est de la préfecture de l’Ouham-Pendé. 
| Kouazo | Paoua       | Nana-Barya    |
| Banh   | Bimbi       | Nanga Boguila |
| Mom    | Dan-Gbabiri | Bossangoa     |

## Villages
Les villages principaux sont : Bondia 3 et Doula.
Située en zone rurale, la commune compte 72 villages recensés en 2003 : Babona, Bakera, Bambara 2, Bamou, Bangba, Banguili, Bavara 1, Bavara 2, Bavara-Arabe, Bavara-Foulbe, Bavara-Kpetene, Bedobo, Beguira, Benguele, Berembe, Bin, Boadi, Boaya 1, Boaya 2, Bobaya, Bobele, Bodoli, Bofade, Bogai, Bogondo, Bogoum 1, Bogoum 2, Bokote, Bokoui, Bondia 1, Bondia 2, Bondia 3, Bonguim, Bori, Botoli, Bourou 2, Bowé 4, Bowe 1, Bowe 2, Bowe 3, Dana, Dari, Deke 1, Doula, Gbandore, Gbangoro, Gbong 1, Gbong 2, Gbong 3, Gbong 4, Gola, Gozion 1, Gozion 2, Kaon 3, Kassa, Konkpiri, Kota, Koutouma, Passeur-Nana, Poudiki, Pougoro 1, Pougoro 2, Poukao, Poumbaindi 2, Poundeing, Tagbin, Tasson, Tatoum, Tikolo, Voran, Woxo 1, Woxo 2.

## Éducation
La commune compte 4 écoles publiques : à Bavara, Bondia, Bogoum 1 et Poukao.

## Santé
La commune située dans la région sanitaire n°3 dispose de 3 postes de santé à Bimbi, Gbong 1 et Bavara.